# Liamine Zéroual
Liamine Zéroual (arab. اليمين زروال, ur. 3 lipca 1941 w Batna) – algierski wojskowy i polityk, od 31 stycznia 1994 do 27 kwietnia 1999 prezydent Algierii. 
Wykształcenie wojskowe zdobył w Paryżu i w Moskwie. W 1989 roku został głównym dowódcą algierskich sił zbrojnych, lecz już rok później ustąpił ze stanowiska z powodu różnicy zdań z prezydentem Szadlim Bendżedidem. 31 stycznia 1994 objął urząd prezydenta, w trakcie wojny domowej był przeciwnikiem rozmów pokojowych z islamskimi rebeliantami.